# Dermot Sheriff
Dermot Joseph Sheriff (ur. 10 sierpnia 1920 w Dublinie, zm. 10 maja 1993 w Athlone) – irlandzki koszykarz, uczestnik Letnich Igrzysk Olimpijskich 1948. Brat Patricka Sheriffa i szwagier Billa Jacksona.
Był uczestnikiem igrzysk w Londynie. W całym turnieju zdobył tylko jeden punkt, jednak zanotował aż 13 fauli. Razem z kolegami z reprezentacji zajął 23. miejsce, jednak jego drużyna przegrała wszystkie mecze turnieju.